# Garnahovit
Garnahovit (in armeno Գառնահովիտ?, chiamato anche Garnaovit; fino al 1946 Adyaman) è un comune dell'Armenia di 440 abitanti (2001) della provincia di Aragatsotn. Il paese ha una chiesa della metà del VII secolo.